# 小柳胖
小柳 胖（おやなぎ ゆたか、1911年〈明治44年〉3月6日 - 1986年〈昭和61年〉1月4日）は、日本の記者、新聞編集者、実業家。新潟日報社第4代社長、會津八一記念館初代館長。

## 略歴
新潟県新潟市に生まれ、早稲田大学政治経済学部経済学科を卒業後、同盟通信社（現 共同通信社）などを経て、新潟日報社編集局長の時に太平洋戦争に応召し、硫黄島でアメリカ軍の捕虜となると、ハワイの捕虜収容所に送られる。
そこで情報将校ドナルド・キーン海軍中尉と親しくなり、未来の日本について語り合う。
包容力があり、太っ腹で、日本人捕虜の仲間たちから、「おやじ」や「とっつぁん」などと呼ばれていたため、捕虜収容所所長の情報将校オーテス・ケーリ海軍中尉から、幡随院長兵衛の一字を採って「幡さん」と名付けられる。
反戦の日本人捕虜たちと、オーテス・ケーリの対日宣伝活動に協力すると、愛国の日本人捕虜たちから、「親米派」や「売国奴」などと罵声を浴びせ掛けられてデモも行われたため、真珠湾のほとりに設置されたパールシティ収容所に移る。
そこでまとめ役となり、同じく捕虜の朝日新聞社記者の横田正平、同盟通信社記者の高橋義樹、元戦艦大和暗号士の小島清文たちと、日本本土空襲や沖縄戦などの事実を伝える新聞形式のビラ『マリヤナ時報』を作成する。
『マリヤナ時報』はアメリカ陸軍航空軍の大型戦略爆撃機B-29 スーパーフォートレスから戦場や日本全国にまかれる。
1945年（昭和20年）8月14日朝、昭和天皇は木戸幸一内大臣から『マリヤナ時報』号外No. 2117について進言を受けると、鈴木貫太郎内閣総理大臣に会議（御前会議）を開くよう命じ、ポツダム宣言受諾を決断（聖断）する。
太平洋戦争後、新潟日報社に復帰すると、母校の新潟中学校（現 新潟高等学校）の先輩の会津八一と交流し、会津八一の死後、新潟日報社代表取締役社長となると、會津八一記念館の設立運動の中心となって初代館長となる。
1986年（昭和61年）1月4日午後1時45分に新潟大学医学部附属病院で脳梗塞のため死去する。
ほかの元捕虜たちとともにオーテス・ケーリと交流を長く続けたが、捕虜収容所での体験を公表することは死ぬまでなかった。

## 年譜
- 1928年（昭和03年）03月 - 新潟中学校卒業
- 1930年（昭和05年）03月 - 第二早稲田高等学院修了
- 1933年（昭和08年）03月 - 早稲田大学政治経済学部経済学科卒業
- 1933年（昭和08年）04月 - 日本電報通信社入社・通信部配属
- 1936年（昭和11年）06月 - 同盟通信社入社・政治部配属
- 1938年（昭和13年）01月 - 新潟毎日新聞社副社長
- 1941年（昭和16年）08月 - 新潟日日新聞社常務取締役・編集局長・工務局長
- 1942年（昭和17年）11月 - 新潟日報社取締役・編集局長・工務局長
- 1944年（昭和19年）02月 - 太平洋戦争応召
- 1945年（昭和20年）09月 - 新潟日報社取締役解任
- 1946年（昭和21年）10月 - 復員
- 1946年（昭和21年）11月 - 新潟日報社取締役
- 1947年（昭和22年）01月 - 新潟日報社取締役・編集局長
- 1947年（昭和22年）11月 - 公職追放
- 1950年（昭和25年）11月 - 新潟日報社取締役
- 1953年（昭和28年）06月 - 新潟日報社取締役・編集局長
- 1957年（昭和32年）01月 - 新潟日報社取締役
- 1961年（昭和36年）06月 - 新潟日報社常務取締役
  - 1963年（昭和38年）11月 - 新潟日報事業社取締役
  - 1965年（昭和40年）11月 - 新潟日報販売取締役
  - 1966年（昭和41年）11月 - 新潟デザインセンター取締役
- 1967年（昭和42年）12月 - 新潟日報社代表取締役社長
  - 1967年（昭和42年）12月 - 新潟日報事業社社長 - 1971年（昭和46年）12月
  - 1972年（昭和47年）02月 - 新潟放送取締役
  - 1972年（昭和47年）10月 - 新潟日報旅行社社長 - 1976年（昭和51年）01月
  - 1973年（昭和48年）0 00 - 新潟日報サービスセンター社長 - 1974年（昭和49年）
  - 1975年（昭和50年）04月 - 會津八一記念館館長
  - 1983年（昭和58年）06月 - 新潟放送監査役
- 1984年（昭和59年）01月 - 新潟日報社相談役

## 栄典
- 1981年（昭和56年）11月3日 - 勲三等旭日中綬章[31]
- 1986年（昭和61年）01月4日 - 従四位[32]

## 家族・親戚
- 小柳調平 - 父、新潟日報社初代社長。
- 上田碩三 - 義兄（義姉〈小柳調平の養子〉の夫）、日本電報通信社（現 電通）第3代社長。
- 永井行蔵 - 血族、国文学者、新潟大学名誉教授。